# Cortinarius vibratilis
Cortinarius vibratilis är en svampart som först beskrevs av Elias Fries, och fick sitt nu gällande namn av Elias Fries 1838. Cortinarius vibratilis ingår i släktet Cortinarius och familjen spindlingar.   Inga underarter finns listade i Catalogue of Life.
I den svenska databasen Dyntaxa används istället namnet Cortinarius vibratilis sensu Kytövuori för samma taxon.  Arten är reproducerande i Sverige.

## Källor

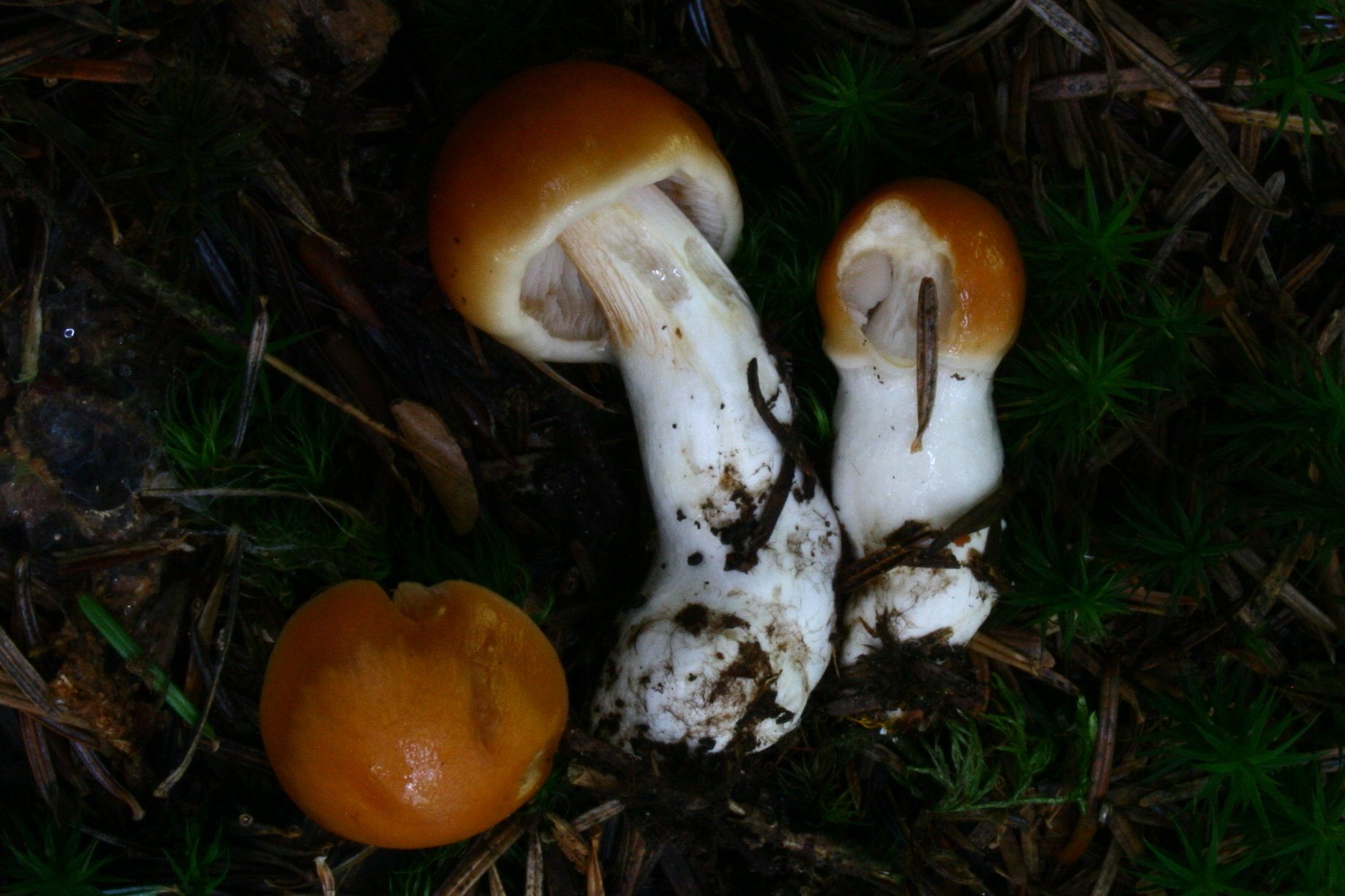
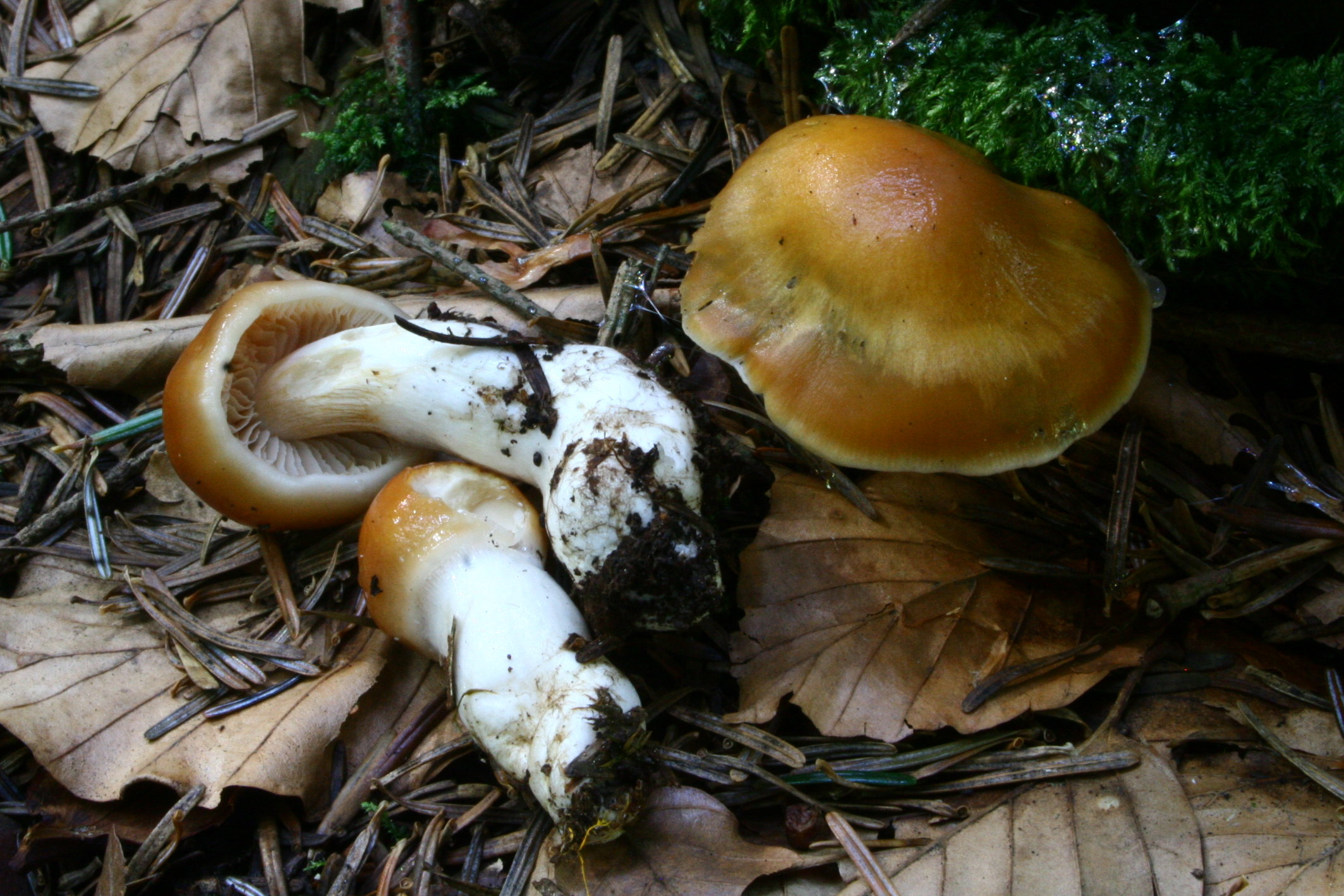
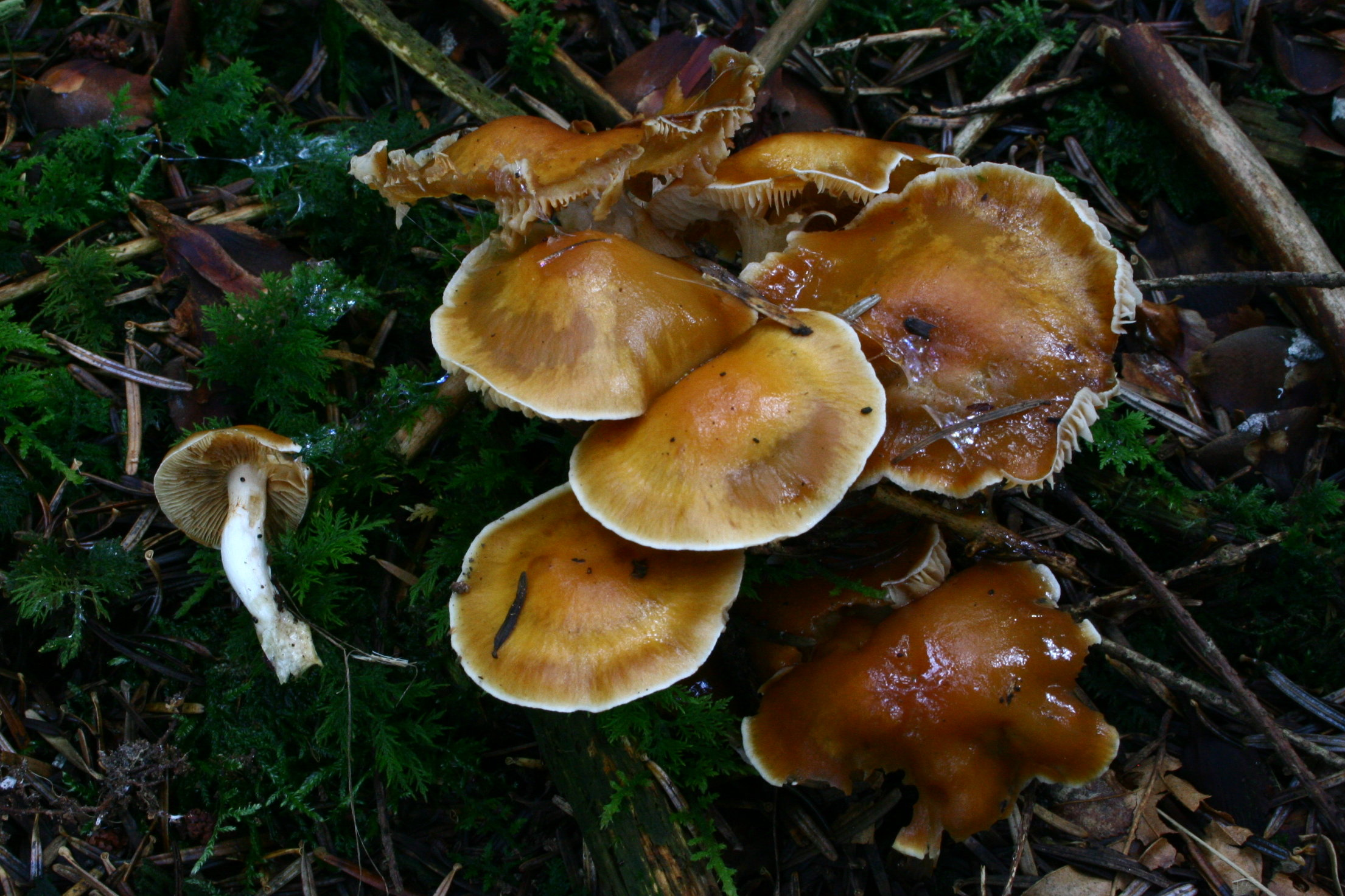